# ウルピカ
ウルピカ（ulupica、学名：Capsicum cardenasii）は、南米ボリビアでとれる唐辛子の一種である。
標高2000m前後の山岳部に自生する。他のトウガラシ属よりも葉が細長く、茎や枝も小さい。釣り鐘状の青い花をつける。果実は直径5mm程度の丸い形をしており、完熟する前は緑色、完熟すると赤くなる。食用には主に緑のものが用いられる。
果肉、種ともに極めて辛い。例えば、皿一杯のスープにウルピカを2・3粒入れてスプーンでつぶすと、スープ全体が大変辛くなる。また、そのスプーンを舐めると舌が麻痺するくらいの刺激を感じる。
乾燥すると辛みは薄くなるが、そのまま口に入れるのは大変危険である。
ボリビアではスープなどに辛みをつける香辛料として、ロコトとともに非常によく用いられる。市場では生のウルピカの他に食用油や酢に漬けて保存されたものも販売されている。ボリビアとペルーの一部以外ではあまり見かけることが無い。